# Scenografi
Scenografi (senlatin: scaenogra'phia, 'perspektivisk teckning av en byggnad', av grekiska skēnogra'phia, 'teatermåleri' eller 'perspektivisk målning') är konsten att bygga upp en filmmiljö, en TV-studio eller en teaterscenbild.
Scenografi är också benämningen på den dekor och rekvisita som används som inredning i produktionen på en teaterscen eller i en film. Denna kallades i äldre tider sceneri.

## Scenograf
Scenografin utformas av en scenograf, som i samråd med regissör och produktionsledningen formger miljön för inspelningen (film/TV) eller framställningen (teater/scenkonst) med hjälp av ritningar och modellbyggen med hänsyn till anvisningar i manus, tidsepok etc. Med hjälp av dessa underlag arbetsleds sedan dekorbyggarna (snickare, dekormålare, smeder, elektriker, rekvisitörer och attributmakare). Scenografen ansvarar även för att handha scenografibudgeten. Inte sällan fungerar scenografen även som kostymör och designar scenkläderna till en produktion.
Inom filmproduktion benämns scenografen ibland i stället filmarkitekt. Inom anime används ofta på engelska begreppet art director som en översättning av japanskans bijutsu kantoku (美術監督). Denna yrkesroll har mer betydelsen av scenograf, det vill säga den som är ansvarig för uppbyggnaden av filmens bakgrunder.